# Іпертим
Іпертим (грец. υπέρτιμος — «пречесний») — почесний титул у Східній Римській імперії і в Православних церквах грецької традиції.
Чин іпертиму вважався за рангом вище чину протосинкелла. Цей титул отримує поширення з XII століття серед митрополитів і представників візантійської церковної ієрархії.
Нині використовується як почесний титул митрополитів в Помісних православних церквах, що належать до грецької традиції. Приклад використання: «Митрополит Карфагенський, іпертим і екзарх Північної Африки».